# Iglesia de Nuestra Señora del Sufragio (Medellín)
La Iglesia de Nuestra Señora del Sufragio es un templo religioso de culto católico dedicado a la Virgen María bajo la advocación del Sufragio, está situado al costado occidental del Parque de Boston, en el barrio del mismo nombre, en la zona céntrica de la ciudad de Medellín, Colombia.
El templo es de estilo neorrománico, es de planta rectangular, su interior está dividido en tres naves longitudinales, la principal o central y dos laterales.

## Historia
El territorio donde se construyó el templo de Nuestra Señora del Sufragio pertenecía a la Parroquia de la Veracruz. 
Se estableció una Junta integrada por el padre Domingo Henao, párroco de La Veracruz, el padre Manuel José Atehortúa Arango y el señor Juan Bautista Isaza. Debía edificarse un templo dedicado a la Virgen María y a las ánimas del Purgatorio. Por ello se le dio el nombre de Nuestra Señora del Sufragio. Debería construirse en el barrio Boston que antes se llamaba de Sucre. 
El terreno lo donó Don Juan Bautista Isaza. El templo se proyectó en 1908 en Boston por ser de hermoso paisaje, de buena posición, salubridad, que se comunica con la Plaza de Flórez por un puente sobre la Santa Elena. El 25 de marzo de 1908, celebración del misterio de la Encarnación, en la Plazuela de Sucre bendijo la primera piedra el señor arzobispo Caicedo, celebró la misa el padre Henao y predicó el jesuita padre Muñoz.
En ese día se nombraron dos Comisiones; una de señoras y otra de caballeros para allegar fondos. Don Germán Villa donó un terreno de cuatro mil varas para que se vendiera a favor del templo. Se dividió en diez lotes uno de esos lotes se puso en rifa. Para allegar fondos se hicieron talleres, se alquilaban libros, se vendían sufragios. El padre Juan Crisóstomo Arango legó una deuda testamentaria. Se hizo propaganda para quienes quisieran donar una de las doce columnas que llevaría el templo. Cada columna tenía el precio de $12.oo, M. Restrepo y Compañía donó dos columnas y Luis Álvarez. 
En 1919 se solicitó que el templo se terminara en ese año por ser el año mariano. El encargado de la construcción fue el padre Manuel Atehortúa quien murió en 1920 y dejó el templo ya construido. Lo atendió la Veracruz hasta 1922 cuando fue elevado a parroquia y encomendado a los padres salesianos.
El templo fue bendecido en julio de 1919 con motivo de la celebración del Congreso mariano nacional.
Después de un serio análisis por parte de los salesiano, teniendo en cuenta que la parroquia tenía un buen lote de terreno, con el fin de prestar una ayuda eficaz a la educación intelectual, moral y cultural de la juventud del sector de Medellín y en procura de conseguir unas vacaciones para el seminario salesiano de Mosquera Cundinamarca, se convino en abrir a partir de 1938 el Colegio Salesiano El Sufragio bajo el auspicio del supremo hacedor, Maria Auxiliadora  y San Juan Bosco el santo educador de la juventud.